# Brandon, Mississippi
Brandon là một thành phố quận lỵ quận Rankin6 trong tiểu bang Mississippi, Hoa Kỳ. Thành phố có diện tích 55,3 km2, dân số theo điều tra năm 2000 của Cục điều tra dân số Hoa Kỳ là 16.436 người. Thành phố này thuộc khu vực thống kê đô thị Jackson. Trước khi có người da trắng đến đây, khu vực này là tâm điểm các hoạt động của người thổ dân Mỹ bản địa.